# Osyris lanceolata
Osyris lanceolata is een plantensoort uit de sandelhoutfamilie (Santalaceae). Het is een groenblijvende struik of kleine boom, die een groeihoogte kan bereiken van 1,2 tot 9 meter hoog. Sommige exemplaren groeien tot 14 meter hoogte. De soort heeft scharlakenkleurige of felrode bolvormige steenvruchten. De plant staat op de Rode Lijst van de IUCN geklasseerd als 'niet bedreigd'.
De soort komt voor op de Canarische Eilanden, op het zuidelijke deel van het Iberisch schiereiland, op de Balearen, van de Sahara tot in Zuid-Afrika, op het eiland Socotra en van het Indisch subcontinent tot in Zuid-China en Indochina. Hij groeit daar te midden van groenblijvend struikgewas en kreupelhout, meestal op rotsachtige plaatsen. Verder groeit de soort ook langs bosranden en in graslanden.
Delen van de boom worden uit het wild geoogst voor lokaal gebruik als voedsel en medicijnen en vanwege het hout. De wortels, schors en gedroogde bladeren worden gebruikt om thee van te zetten. De vruchten zijn eetbaar. De wortels worden in water gekookt en dit wordt aan pas bevallen vrouwen gegeven om het bloeden onder controle te houden. Ook wordt het gebruikt om diarree te behandelen. Ook de schors wordt gekookt om ze voor verschillende medicinale doeleinden te gebruiken. Zowel de wortels als het hout van de struik zijn geurig en de geur doet denken aan sandelhout. Hieruit wordt een etherische olie gewonnen die gebruikt wordt in de parfumerie. Verder wordt het hout verpulverd voor gebruik als wierook en parfum. Uit de wortels wordt verder een rode kleurstof gemaakt.